# Arthropleura
Az Arthropleura az Arthropleuridea osztályának Arthropleurida rendjébe, ezen belül az Arthropleuridae családjába tartozó nem.

## Rendszerezés
Eddig két fajt ismernek el ebben a nemben:
- Arthropleura armata
- Arthropleura moyseyii

## Tudnivalók

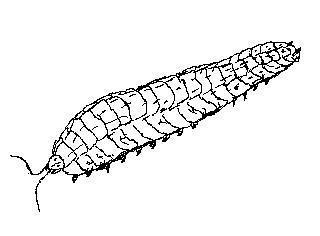
Rajz az Arthropleuráról

Az Arthropleura, a százlábúak és ikerszelvényesek, karbon kori, 0,3–2,63 méter hosszú rokona. Az állat a mai Észak-Amerika északkeleti részén és Skóciában volt honos. Az Arthropleura minden idők legnagyobb szárazföldi ízeltlábúja volt, és csak kevés ragadozó merte volna megtámadni.
A tudósok még nem tudják, hogy mit ehetett az Arthropleura, mivel az állat száját még nem találták meg. De akármit is ehetett, mindenki egyet ért abban, hogy az állat éles, erős állkapcsokkal rendelkezett. Ezt a feltételezést számbavéve, az Arthropleura ragadozó kellett volna legyen, de az újabb felfedezett maradványok torkában[forrás?] harasztok spóráit találták meg, ami arra hagy következtetni, hogy növényevő volt. Lehetséges, hogy a kisebb Arthropleura-fajok növényevők voltak, míg a nagyobbak mindenevők. Az utóbbiak, erős állkapcsaikkal, egyaránt képesek voltak a növények szárait elrágni és a kisebb állatokat és rovarokat megfogni. Úgy tartják, hogy egy átlag Arthropleura évente egy tonna növényzetet evett meg.
Az Arthropleura lábnyomait számos helyen megtalálták. Az apró lábnyomok hosszú, párhuzamos sorokban helyezkednek el. A nyomok tanulmányozásából a tudósok rájöttek, hogy az állat eléggé gyorsan közlekedett az erdők talaján, kikerülve az elejébe eső fákat és nagyobb köveket. Amikor futott, teste megnyúlt, hogy lábai nagyobb teret öleljenek fel, és ezáltal nőtt a sebessége.
Miközben ide-oda ment a talajon, az állat teste dörzsölte a növényeket, amelyek rá hullatták spóráikat, így az Arthropleura tudta nélkül, az erdők karbantartásában vett részt. Azt is feltételezik, hogy az állat a vízbe is belement, felkeresve a tavakat vedlés céljából. Ha így volt, akkor vedlés közben ki volt téve annak a veszélynek, hogy egy nagyobb hal vagy kétéltű  megtámadja. A szárazon egy felnőtt Arthropleurának kevés ellensége lehetett.
Az Arthropleura a karbon korban fejlődött ki, rákszerű ősökből. Hatalmas méretét két főbb oknak köszönheti: az első ok, az, hogy a Földön ekkortájt az oxigén mennyiség sokkal nagyobb volt mint a mai időkben; a másik ok, ilyenkor még hiányoztak a nagy szárazföldi gerinces ragadozók. Az Arthropleurának tulajdonítják az egyik szilur kori ízeltlábú nyomot, de valószínűbb, hogy ez a nyom inkább az Eoarthropleuráé, amely a szilur végén és a devon elején élt. Az Arthropleura kihalt, amikor a perm kezdetén a nedves éghajlat száradni kezdett. Ez a jelenség, a karbon kori esőerdőket tönkretette és sivatagosodni kezdett a világ, aminek következtében az oxigénszint a légkörben csökkent. Egyik óriásizeltlábú sem bírt élni ebben a száraz, kevesebb oxigéntartalmú időben. Az állat nyomainak ichnotaxon neve, Diplichnites cuithensis.